# Huta Tinggi (Puncak Sorik Marapi)
Huta Tinggi is een bestuurslaag in het regentschap Mandailing Natal van de provincie Noord-Sumatra, Indonesië. Huta Tinggi telt 1232 inwoners (volkstelling 2010).